# Pod Jaszczurami
Pod Jaszczurami – klub studencki w Krakowie. Jeden z najstarszych klubów studenckich w Polsce, działający od roku 1960. Mieści się w sięgającej korzeniami średniowiecza Kamienicy pod Jaszczurką przy Rynku Głównym 8. Znany z promocji twórców wywodzących się z krakowskiego środowiska studenckiego oraz z propagowania jazzu.
W klubie odbywają się koncerty, debaty polityczne, wieczory z poezją, pokazy filmów, dyskoteki, wystawy i inne imprezy. W przylegającym do klubu Teatrze 38 odbywają się spektakle teatralne. Klub Pod Jaszczurami to nieodłączna część krakowskiego życia kulturalnego. Od 2001 pieczę nad klubem sprawuje krakowski Instytut Sztuki.